# Hamacuna otagoensis
Hamacuna otagoensis är en musselart som först beskrevs av Powell 1927.  Hamacuna otagoensis ingår i släktet Hamacuna och familjen Carditidae. Inga underarter finns listade i Catalogue of Life.